# Scalmicauda subfusca
Scalmicauda subfusca är en fjärilsart som beskrevs av Sergius G. Kiriakoff 1959. Scalmicauda subfusca ingår i släktet Scalmicauda och familjen tandspinnare. Inga underarter finns listade.